# Pfarrhaus (Aura an der Saale)

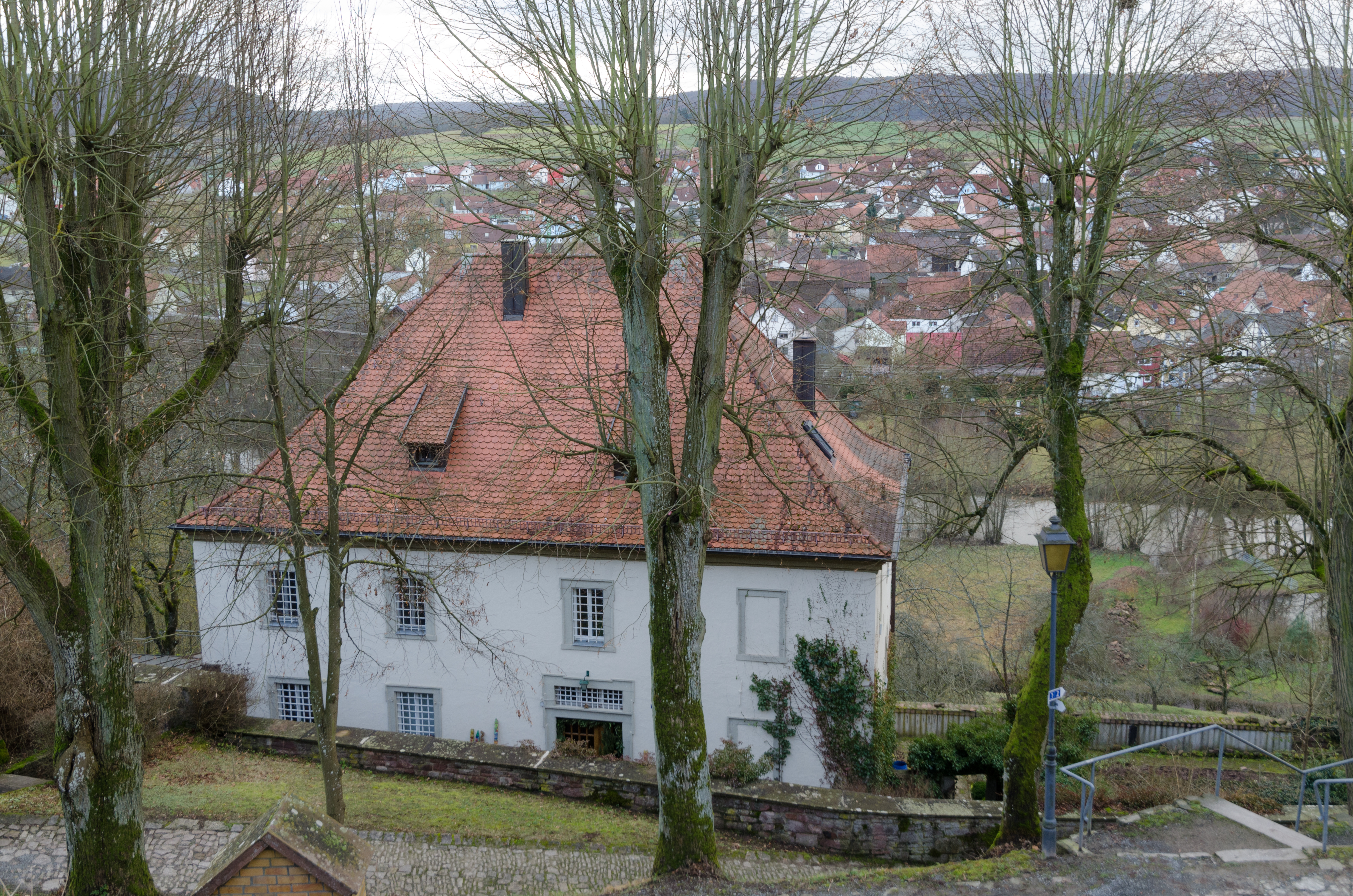
Ehemaliges Pfarrhaus in Aura an der Saale

Das Pfarrhaus in Aura an der Saale, einer Gemeinde im Landkreis Bad Kissingen im bayerischen Regierungsbezirk Unterfranken, wurde 1690 errichtet. Das ehemalige Pfarrhaus mit der Adresse An der Burg 172 ist ein geschütztes Baudenkmal.
Der zweigeschossige, massive Walmdachbau besitzt geohrte Fensterrahmen.